# Велика синагога (Дрогобич)
Велика синаго́га — пам'ятка архітектури та культури в місті Дрогобич, Україна, розташована на вулиці Пилипа Орлика. Одна з восьми наявних будівель з сімнадцяти (за іншими даними — двадцяти) синагог Дрогобича, які були в місті в період між Першою та Другою світовими війнами.

## Передісторія

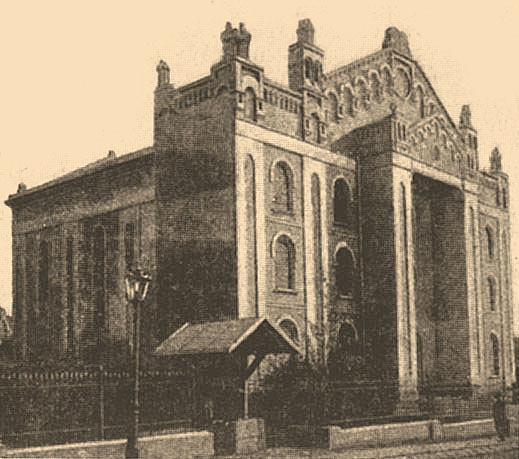
Хоральна синагога у 1906 році

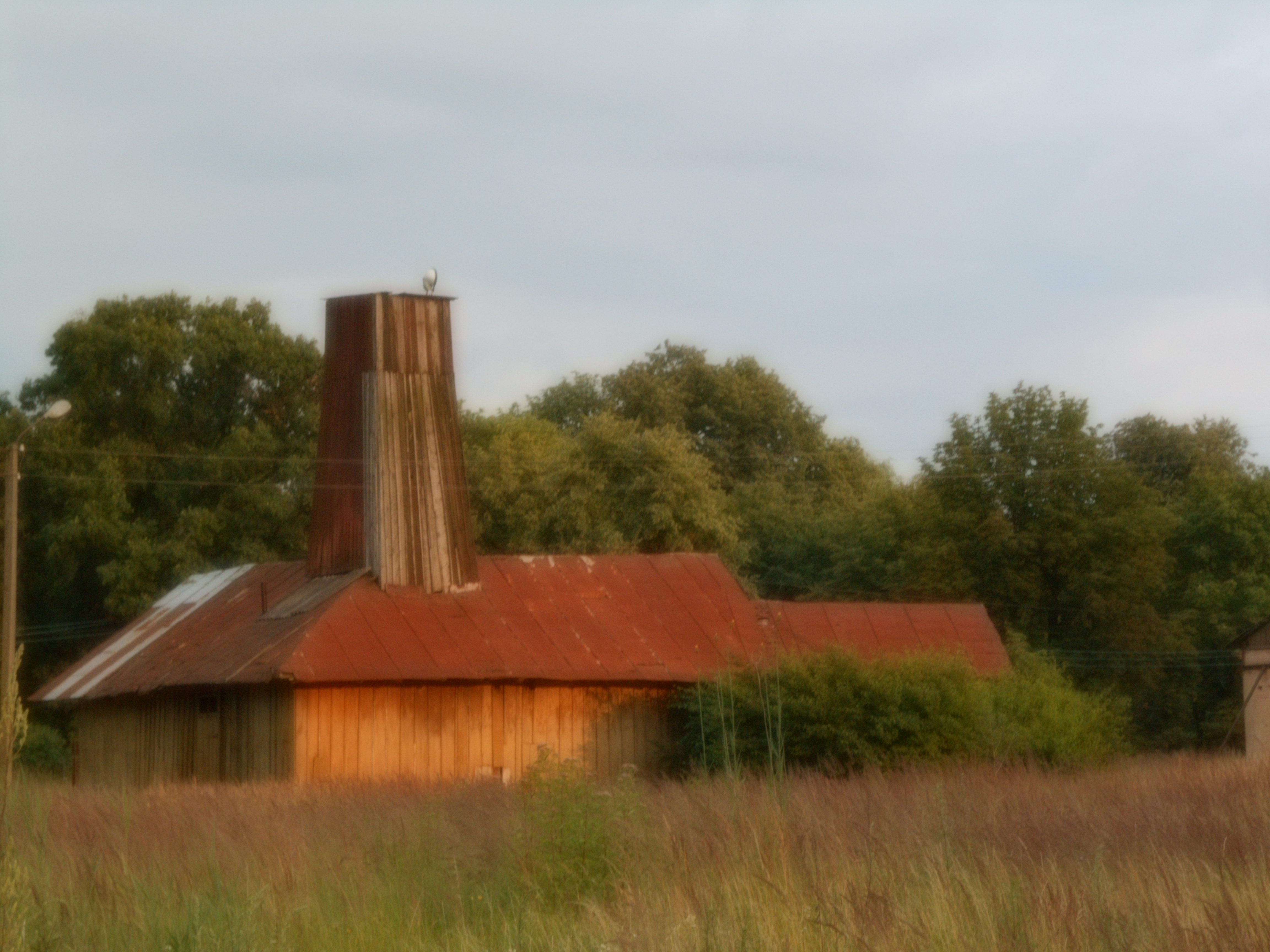
Комплекс споруд Дрогобицького солеварного заводу, що утворився на місці колишніх соляних копалень. Дрогобич, вул. Солоний Ставок, 27

Перша згадка про наявність у місті Дрогобич євреїв пов'язана з діяльністю Вовчка — утримувача дрогобицьких соляних копалень та, одночасно, довіреної особи польського короля Владислава Ягелло і датована 1404-м роком. Власне видобуток солі та її продаж привабили до міста та його околиць заможних єврейських торговців, котрі заселили прилеглі до копалень території.
У XV — XVI століттях кількість євреїв, що проживала поблизу Соляного озера й на межі тогочасних сіл Зварич й Завіжна (на вулицях Зварицька та Завіжна в межах сучасного Дрогобича) поступово зростала. Вони почали займатись виготовленням і продажем спиртних напоїв («пропінацією»), варінням пива, «шинкуванням» (додаванням міцності) меду, чим порушували монополію костелу й міського магістрату на цей вид діяльності і змусили останніх подати скаргу на євреїв у королівський суд. У 1578 році польський король Стефан Баторій надав Дрогобичу привілей, так званий «De non tolerandis Judaies» — заборону на проживання євреїв в межах міста, а прибулим до Дрогобича євреям не дозволялося перебувати в місті понад три дні та займатися торгівлею в поза ярмаркові дні. Наразі відсутні архівні документи, котрі б свідчили про наявність представників єврейської громади в Дрогобичі в період між 1578 та 1616 роком.
У 1616 році польським королем Владиславом IV Вазою надано привілей, у 1634 році підтверджений дрогобицьким старостою та королівським підскарбієм Яном (Іваном) Даниловичем. Згідно з цим привілеєм, євреям у передмісті Дрогобича надавалась неродюча земельна ділянка розміром 30 моргів, тобто 1 лан (близько 18 гектарів) для будівництва власного житла та синагоги. Так виник єврейський квартал, котрий отримав назву «Лан». Збудовані синагога та квартал «Лан» були знищені в 1648 році під час штурму міста козацькими загонами під проводом Богдана Хмельницького, на що місцеві євреї Арон Гошкович та Лев Аронович у вересні наступного 1649 року подали скаргу до Львівського міського суду. У 1711 році община отримала дозвіл на реставрацію синагоги, яка, проте, у 1713 році згоріла разом з «Ланом» під час пожежі. У 1726 році євреї отримали дозвіл на будівництво нової синагоги на тому ж місці при умові, що нова не буде вища та більша за попередню. У 1743 році синагогу перебудовано на кам'яну та обладнано галереї для жінок. Будівля синагоги була витягнута в плані в напрямку з заходу на схід (23,7х12,4 м), а товщина стін досягала 2,5 м. Ця синагога, єдина на той момент на «Лані» кам'яна будівля, служила притулком і захистом для євреїв та однією з архітектурних домінант Дрогобича до того часу, поки на сусідній ділянці зліва від неї у 1842—1865 роках не було побудовано монументальне приміщення великої хоральної синагоги. Після цього вона була перетворена на бейс-мідраш, а після Другої світової війни фрагменти її руїн були вбудовані в будівлю хлібозаводу.

## Будівництво

Хоральна синагога в процесі відновлення. Проектна документація.

Ініціатором будівництва нової Великої синагоги виступила місцева юдейська община, на чолі якої з 1849 року виступав хасидський цадик Лейзер-Нісан Тейтельбаум (Rabbi Eliezer Nissen Teitboim, 1786–1853). Дрогобицьку нову Велику синагогу зводили протягом 23 років, починаючи з 1842-го по 1865-й рік, у єврейському передмісті Дрогобича — Лан. На той момент дрогобицька хоральна синагога була однією з найбільших синагог на території всієї Європи та найбільшою на Західній Україні. За основу в зовнішньому оздобленні взято аналогічну синагогу, збудовану в німецькому місті Кассель (1830 р.), використавши для зображення на фасаді такі самі романські архітектурні пояси, притаманні для німецького стилю рундбоґен. Єврейську синагогу, збудовану в місті Касселі, зруйнували нацисти й її зараз можна побачити тільки на світлинах, а дрогобицька хоральна синагога знаходиться в стані реконструкції.

## Відновлення
У часи Другої світової війни приміщення синагоги слугувало конюшнею.
Після завершення Другої світової війни в ній розмістився склад тканин, відтак склад солі, згодом меблева крамниця, а в прибудовах знаходились продуктові склади.
Наприкінці 80-х — початку 90-х років 20-го століття будівлю було повернуто Дрогобицькій юдейській громаді. Попри це, вона була розграбована й двічі підпалена. Будівля знаходилася в руїнах, існували проекти її реконструкції.
За підрахунками фахівців, на відновлення будівлі потрібно щонайменше півмільйона доларів США. Єврейська община України взялася за відновлення пам'ятки. Розпочали будівельники, як і годиться, з ремонту даху, аби врятувати все те, що ще залишилося. Однак Федерація єврейських общин України (хасиди) не спромоглися знайти належні кошти.
Згодом єврейська громада Дрогобича відшукала меценатів, які виділили гроші на укріплення стін приміщення. З листопада 2013 року продовжено ремонтні роботи, триває оновлення й зміцнення фасаду. Й, мабуть, угоду про оренду приміщення ФЄУ буде розірвано.
У 2018 р. відновлення синагоги було завершено, і вона почала функціонувати як релігійний об'єкт.

## Сучасність
На сучасному етапі своєї історії приміщення дрогобицької хоральної синагоги використовується як своєрідний майданчик для мистецьких виставок і проектів, зокрема в ній у рамках фестивалю «Шульцфест» 4 рази проходили виставки акварелі члена Асоціації польських художників, випускника Університету Марії Кюрі-Склодовської у Любліні (1991) Бартоломея Міхаловського (2008 — «Назад», 2010 — «Місто… через 10 років Казімєж у Дрогобичі», 2012 — «Дорога», 2014 — «Весна»). У січні 2020 розробили 3D-тур Хоральною синагогою.

## Цікаво знати
Історики дослідили, що найбільшу синагогу Східної Галичини свого часу малював видатний польсько-єврейський художник, «єврейський Рембрандт» (XIX ст.), учень Яна Алоїзія Матейка, однокласник і друг Івана Франка уродженець Дрогобича Маврицій Готтліб. Дрогобицька Велика синагога зображена в його картині «Синагога в Йом кіпур».

## Світлини

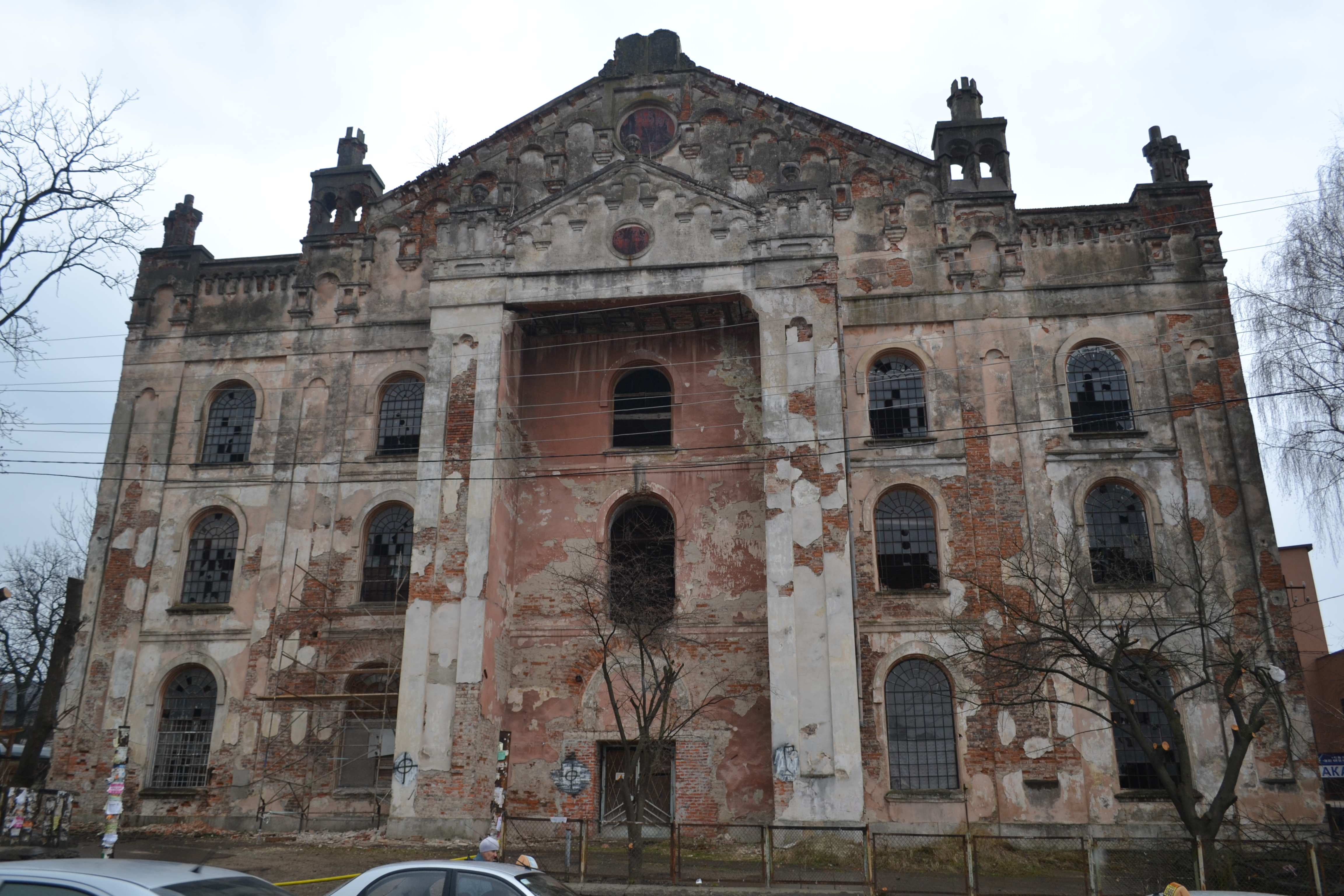
Велика синагога до початку відновлення, жовтень 2007 року
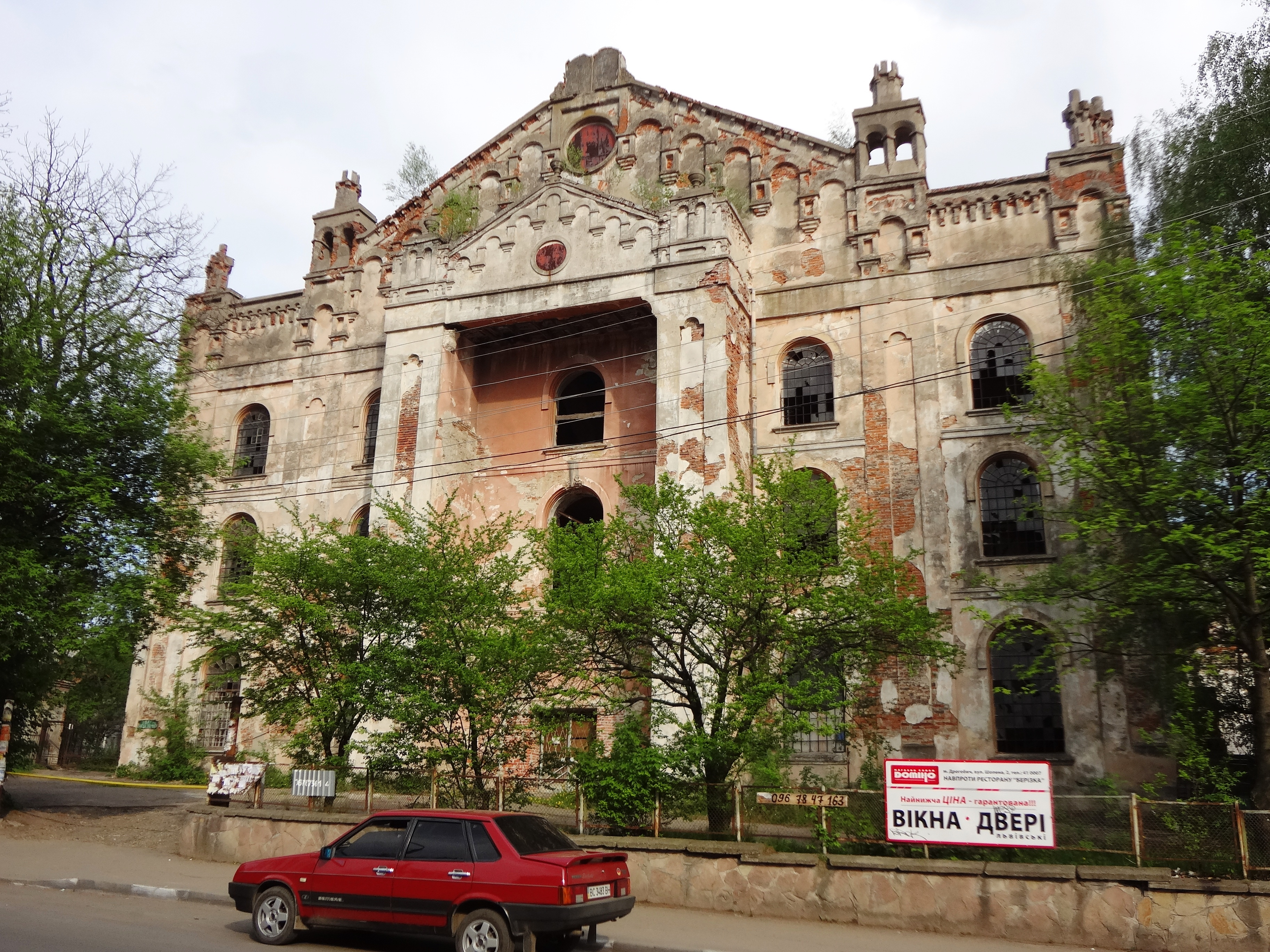
Велика синагога в травні 2012 року.
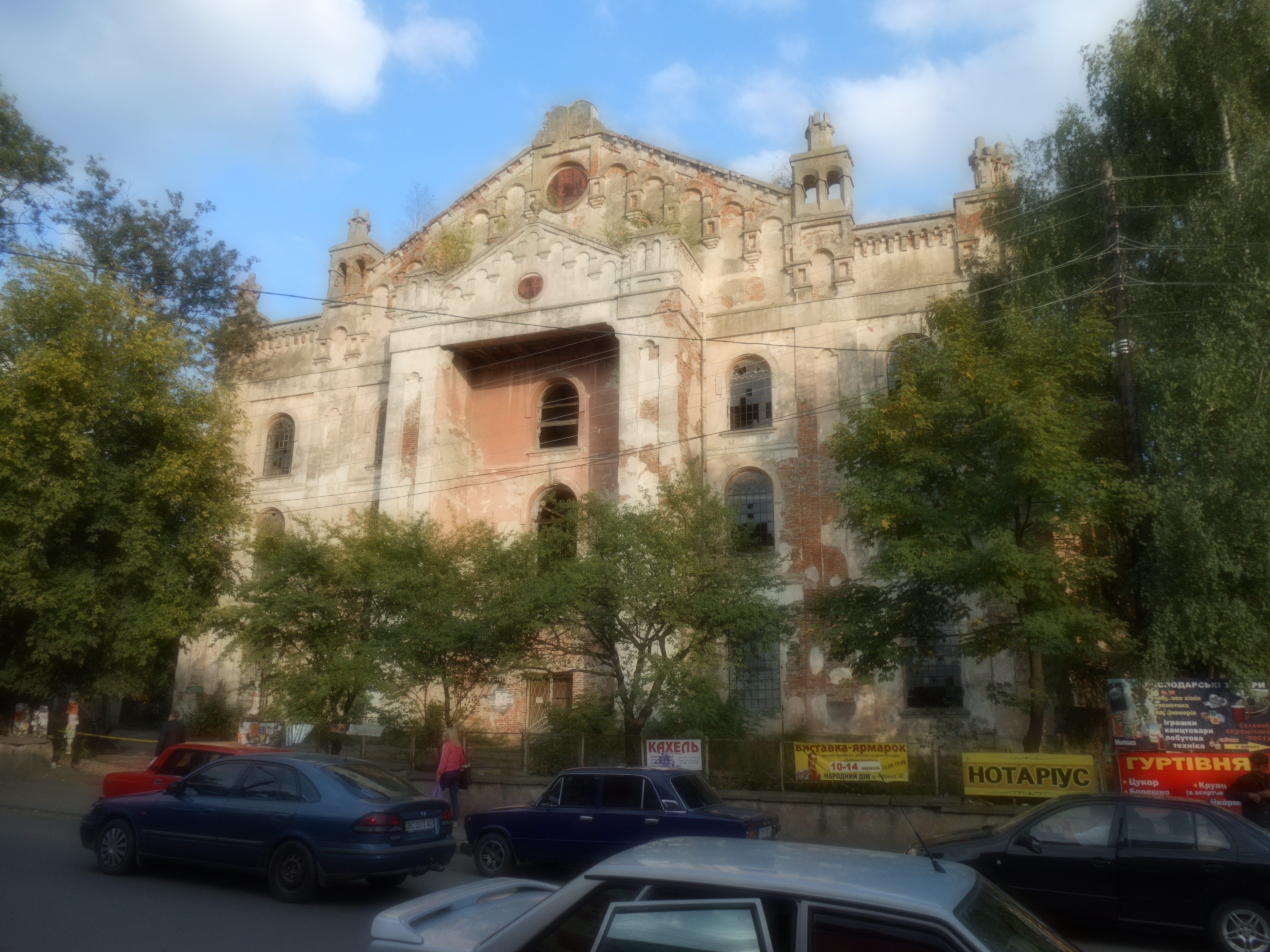
Велика синагога в вересні 2013 року.
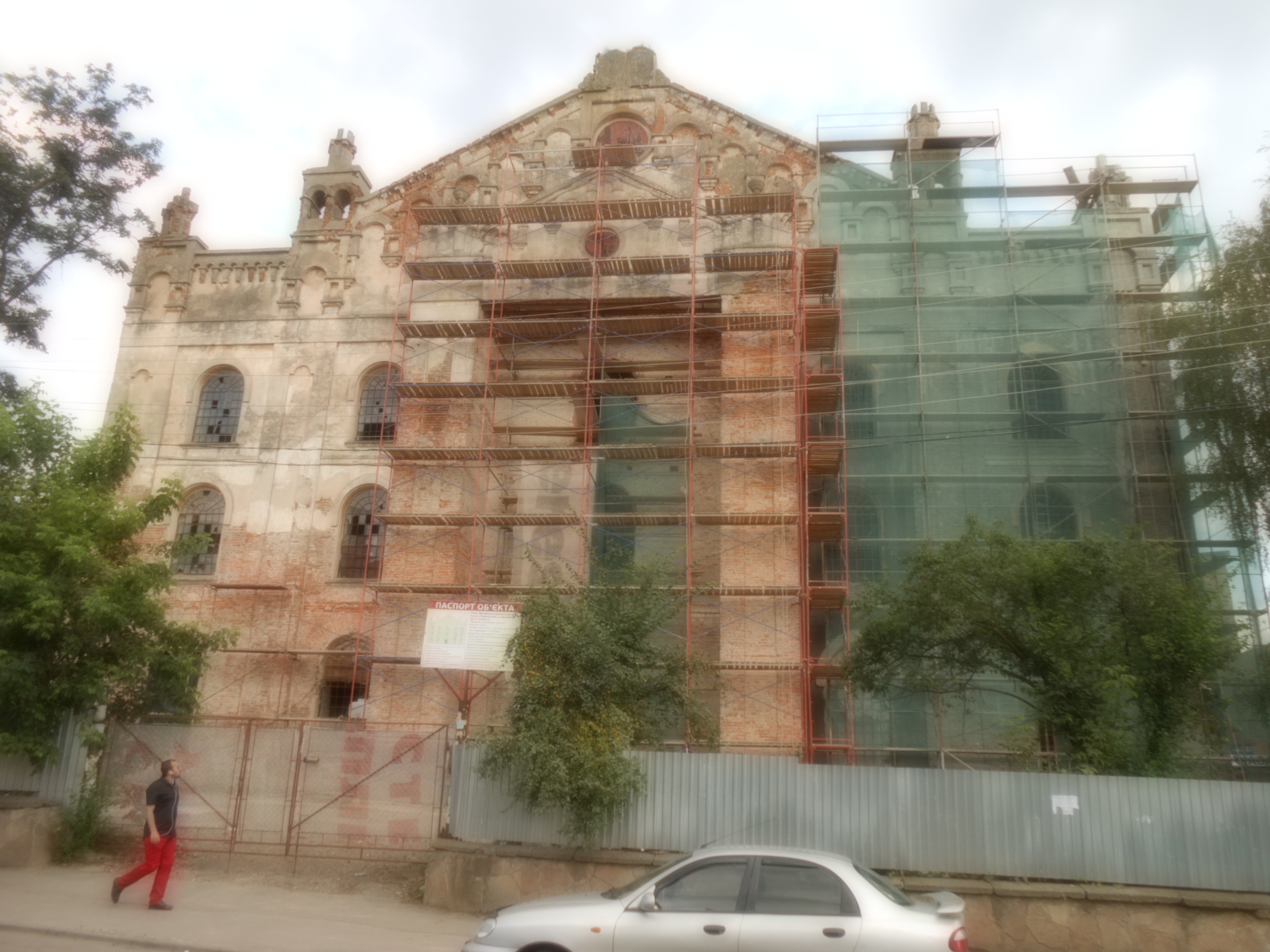
Велика синагога в процесі відновлення, серпень 2014 року
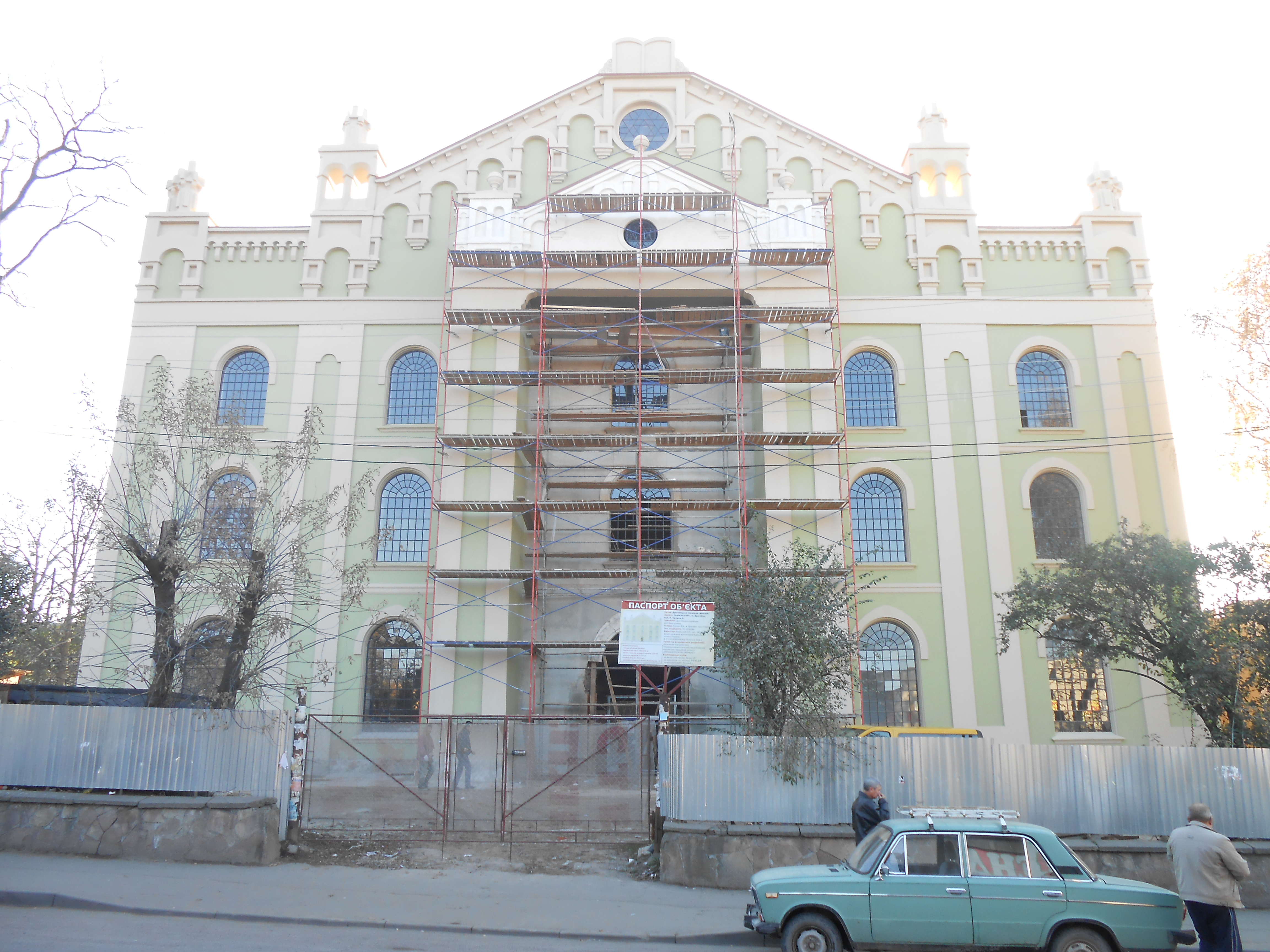
Велика синагога в процесі відновлення, листопад 2014 року